# Fibrosi
La fibrosi és la formació o desenvolupament en excés de teixit connectiu fibrós en un òrgan o teixit com a conseqüència d'un procés reparatiu o reactiu, en contraposició a la formació de teixit fibrós com constituent normal d'un òrgan o teixit.

## Malalties amb fibrosi
- Fibrosi quística del pàncrees i pulmons.
- Fibrosi endomiocàrdica, Miocardiopatia idiopàtica.
- Cirrosi és una fibrosi de fetge.
- Fibrosi pulmonar idiopàtica del pulmó.
- Fibrosi mediastínica.
- Fibrosi massiva progressiva, una complicació de la pneumoconiosis en treballadors en mines de carbó.
- Fibrosis proliferativa.
- Tuberculosi (TB) pot causar fibrosi al pulmó.